# 混濁流
混濁流（こんだくりゅう、英語: turbidity current）とは、深度のより大きい水域へ砕屑物を運搬・堆積させる流れのことである。乱泥流（らんでいりゅう）ともいう。
発生の原因として、斜面崩壊やハイパーピクナル流などが挙げられる。密度流のレイノルズ数が大きいときに混濁流となる。
大陸棚から大陸斜面のあたりで発生しやすく、混濁流は海底谷を通過したのち、深海平原に達すると混濁流の速度が低下することで砕屑物の堆積が進行し、海底扇状地を形成していく。なお、混濁流の堆積物のことをタービダイトという。